# Rollei
La Rollei è un'azienda tedesca fondata a Braunschweig nel 1920, da Paul Franke e Reinhold Heidecke (entrambi ex dipendenti di Voigtlander), che iniziò a produrre fotocamere a pellicola e vari accessori per la fotografia, tra cui la famosa e rinomata biottica Rolleiflex del 1929. Altro prodotto degno di nota è stata la Rollei 35, presentata nel 1966 e prodotta in circa 3 milioni di esemplari, risultando a tutt'oggi la più piccola fotocamera totalmente meccanica per rullini 135. 
Attualmente la Rollei sta sviluppando diverse tecnologie digitali per la fotografia, come i dorsi e varie fotocamere e videocamere digitali. Anche la biottica Rolleiflex, è presente in versione digitale. Asso di punta di questi prodotti, le ottiche Carl Zeiss e gli otturatori Compur. 

## Storia

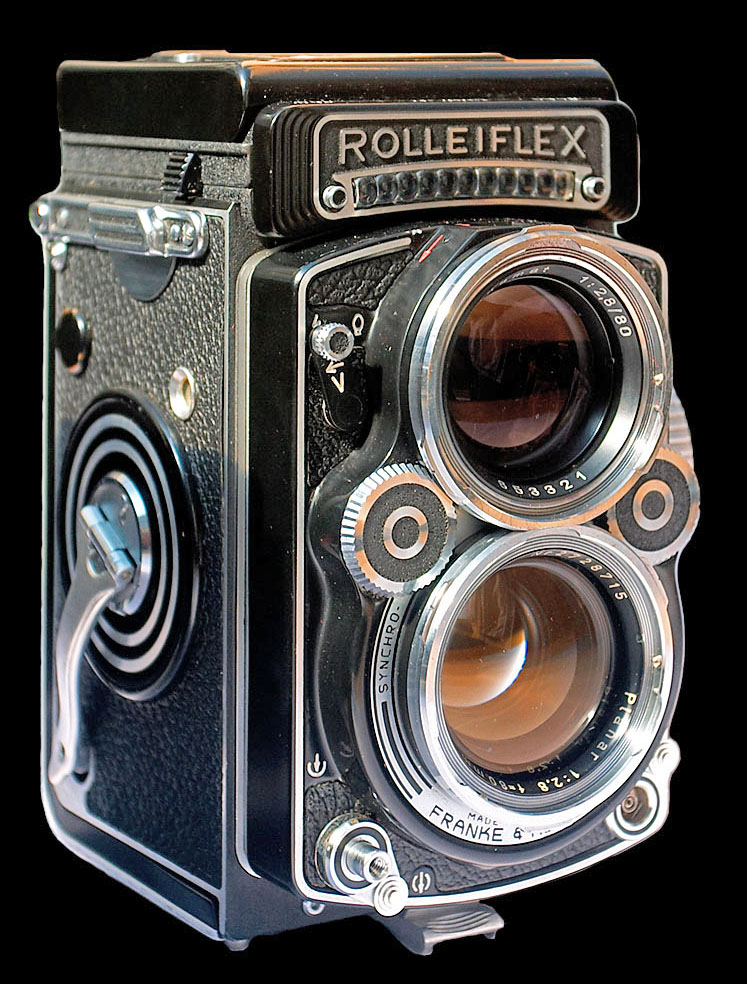
Reflex biottica Rolleiflex

Nel 1920 Reinhold Heidecke (1881-1960) e Paul Franke (1888-1950), ex tecnici della Voigtländer, fondarono a Braunschweig, in Germania, la "Franke & Heidecke". La prima fotocamera prodotta fu la Heidoscop, nel 1921, stereoscopica con mirino a pozzetto reflex, cui seguì nel 1926 la Rolleidoscop, dotata di dorso per pellicola in rullo, entrambe ispirate alla Stereflektoskop, fotocamera stereo realizzata nel 1913 dalla Voigtländer.
Dopo i primi dieci prototipi del 1928, nel 1929 entrò in produzione la Rolleiflex, con due obiettivi, uno per la visione e la messa a fuoco e uno per la ripresa, con dorso per pellicola in rullo (117 o 120). L'obiettivo di ripresa era lo Zeiss Tessar 75mm f/3.8, il mirino a pozzetto era dotato di livella a bolla, l'otturatore era un Compur della Friedrich Deckel. Nel 1931 fu presentata la Rolleiflex 4x4, che utilizzava pellicola in rullo 127 ed era dotata di manovella laterale per l'avanzamento della pellicola. Nel 1933 uscì la Rolleicord, versione economica della Rolleiflex. Nel 1937 fu prodotta la Rolleiflex Automat, dotata fra l'altro di autoscatto e blocco contro le doppie esposizioni.
Dopo la parentesi bellica, la Rollei riprese l'attività, presentando nuove ottiche più luminose (f/2.8), per le quali la lunghezza focale passò da 75 a 80 mm. Nel 1954 fu prodotta la Rolleimarin, custodia per riprese subacquee. Mentre uscivano nuovi modelli Rolleiflex e Rolleicord, dal 1956 le fotocamere furono dotate a richiesta di esposimetro. Nel 1959 fu presentata la Tele Rolleiflex, con teleobiettivo Zeiss Sonnar da 135 mm, cui seguì nel 1961 la Rolleiflex grandangolare, con obiettivo Zeiss Distagon da 55 mm. Nel 1960 uscì anche la Rollei Magic, con esposizione soltanto automatica.

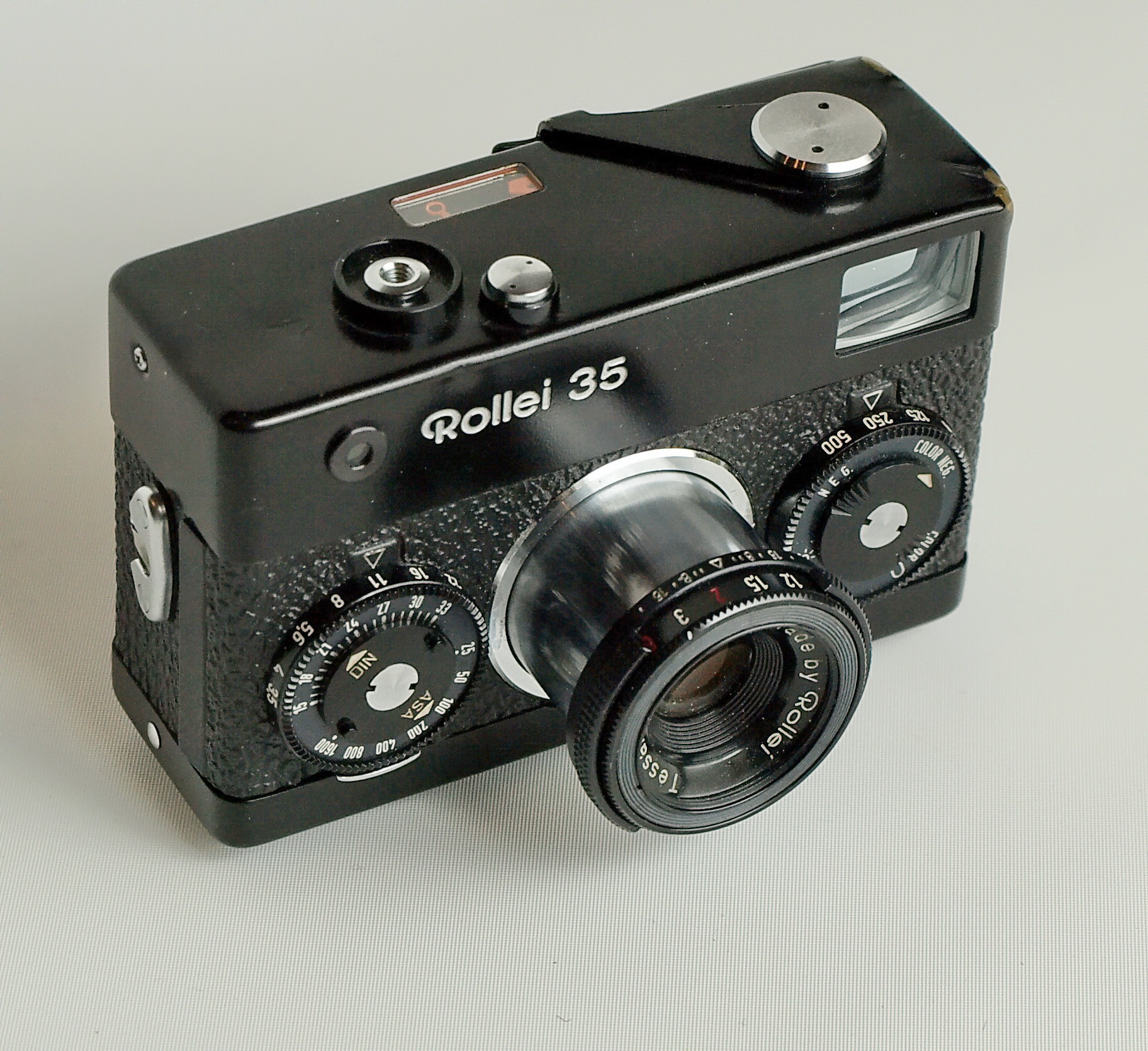
La compatta Rollei 35

Dopo la scomparsa dei fondatori, Paul Franke nel 1950 e Reinhold Heidecke nel 1960, nel 1962 l'azienda cambiò denominazione, diventando "Rollei-Werke Franke & Heidecke". Nel 1966 furono presentate la Rolleiflex SL 66, prima reflex monobiettivo della casa, e la Rollei 35, compatta 35 mm. Nel 1971 la produzione delle fotocamere si spostò a Singapore, mentre ricerca e progettazione rimasero a Braunschweig. Mentre il 1970 fu un anno particolarmente importante per la casa tedesca per l'uscita della prima SLR di piccolo formato della sua gloriosa storia, la Rollei SL35. Nel 1974 uscì la Rolleiflex SLX, automatizzata e motorizzata.

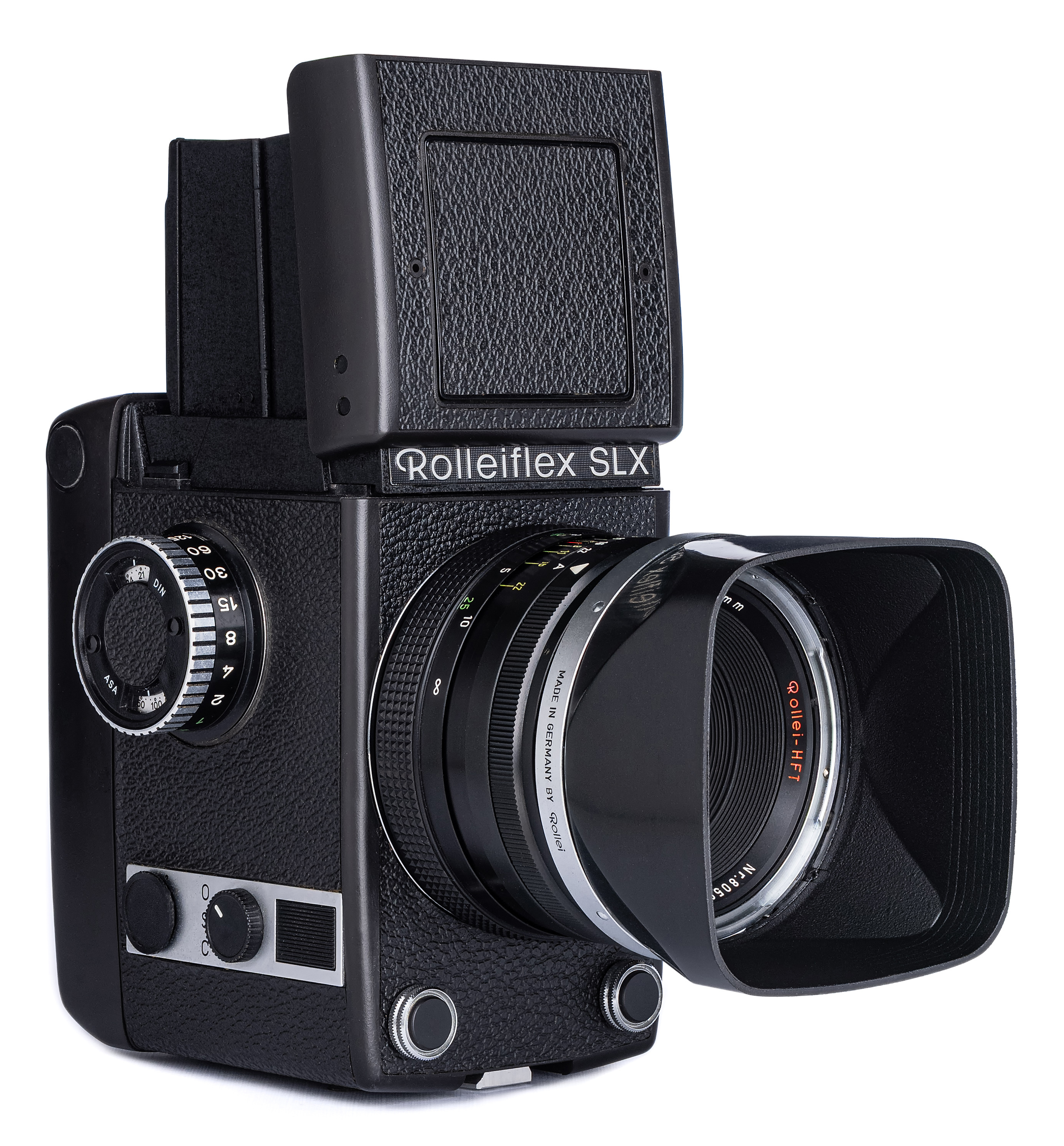
Reflex monobiettivo Rolleiflex SLX

Negli anni ottanta, dopo alcune vicissitudini commerciali, nacque la Rollei Fototechnic. Furono prodotte la Rollei SL 2000F, moderna e futuristica reflex monobiettivo della casa nel formato 35mm, e le successive evoluzioni SL3001 e SL3003. La Rollei SL 3003 migliorava notevolmente l'affidabilità della circuiteria, tallone d'Achille della SL2000F, ed aggiungeva un terzo pulsante di scatto (la SL2000F era dotata di due pulsanti di scatto). Mentre la SL3001 era la versione "economica", in quanto dotata del solo obiettivo ad altezza occhio e non più del doppio mirino a pozzetto e per l'appunto ad altezza occhio. Gli anni ottanta proseguirono con l'uscita sul mercato di alcuni modelli classici in edizione limitata, come la Rolleiflex 2,8 F Aurum. Negli anni novanta, Rollei entrò nel mondo della fotografia digitale, con il Rollei Digital ScanPack per la Rolleiflex 6008. Nel 1995 Rollei Fototechnic fu acquistata dalla coreana Samsung, nel 2002 la proprietà passò alla danese Capitellum. Nello stesso anno fu presentata la Rolleiflex 6008 AF, prima fotocamera 6x6 dotata di autofocus.
Nel 2004 nacque la Rollei Produktion GmbH, i cui prodotti vennero presentati al Photokina con lo slogan "The new Rollei". Nel 2005 l'azienda tornò al nome originale "Franke & Heidecke GmbH". Dal 2007 quest'ultima si occupa dei prodotti professionali legati al medio formato, mentre la "RCP-Technik GmbH & Co KG" si occupa delle fotocamere digitali e la "Rollei Metric GmbH" cura il settore della fotografia aerea. Nel 2010 la "RCP-Technik GmbH" ha acquistato il marchio Rollei.